# Вєчность (село)
Вєчность (рос. Вечность) — село в Хвастовицькому районі Калузької області Російської Федерації.
Населення становить 0 осіб. Входить до складу муніципального утворення Село Воткино.

## Історія
Від 2004 року входить до складу муніципального утворення Село Воткино

## Населення
| 2002 | 2010 |
| ---- | ---- |
| 4    | ↘0   |